# Henri de Blois
Pour les articles homonymes, voir Blois (homonymie).
Henri de Blois (vers 1096 ou vers 1100 – 8 ou 9 août 1171), abbé de Glastonbury (à partir de 1126), puis évêque de Winchester (1129), légat papal d'Angleterre, fut un personnage important de la politique anglaise de son temps, et particulièrement du règne de son frère Étienne d'Angleterre (1135-1154).

## Biographie

### Début de carrière

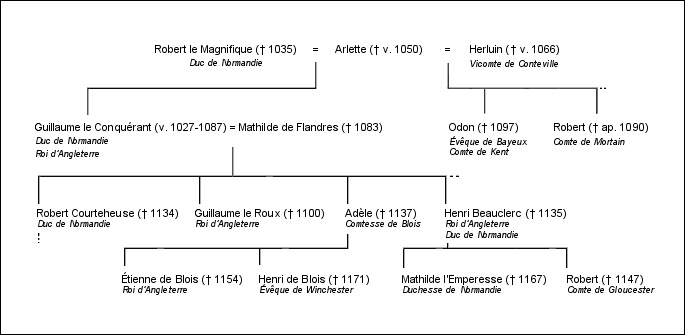
Liens de parenté entre les protagonistes de la guerre civile.

Il est le plus jeune fils d'Étienne († 1102), comte de Blois-Chartres, et d'Adèle d'Angleterre († 1137), fille de Guillaume le Conquérant. Il naît soit aux alentours de 1096, avant le départ à la première croisade de son père, ou peu après son retour en 1100.
Dès son plus jeune âge, il part au monastère de Cluny, le plus important de son temps, où il devient moine. Il est possible qu'il ait été ensuite brièvement prieur du petit prieuré clunisien de Montacute dans le Somerset. En 1126, Henri est nommé abbé de Glastonbury grâce à l'appui de son oncle Henri Ier d'Angleterre. Il y est particulièrement actif, notamment pour récupérer les terres de l'abbaye usurpées par des propriétaires voisins. Trois ans après, il devient évêque de Winchester, l'un des plus hauts postes ecclésiastiques de l'Angleterre médiévale. Il est consacré le 17 novembre 1129. Il conserve l'abbatiat de Glastonbury, qu'il refuse de rendre au grand dam des ordres réformateurs, et restera son abbé jusqu'à sa mort.
Il est souvent présent à la cour royale, et en 1131, il fait partie des ecclésiastiques qui font serment d'accepter Mathilde l'Emperesse, la fille du roi, comme son successeur au trône d'Angleterre.

### Soutien de son frère Étienne
En homme ambitieux pour sa famille, il est un acteur capital dans l'obtention du trône anglais pour son frère, Étienne de Blois, après la mort d'Henri Ier († 1135). C'est grâce à lui qu'Étienne obtient l'approbation de l'évêque Roger de Salisbury, le chef de l'administration, et de Guillaume du Pont de l'Arche, le gardien du trésor royal. Il parvient alors à obtenir de son frère des garanties pour l'autonomie de l'Église, dans la charte des libertés d'Oxford (1136) et Étienne promet d'être un souverain modèle envers l'Église. Dès 1136, il obtient la nomination de l'un de ses anciens administrateurs de Glastonbury, Robert de Lewes, à l'évêché de Bath. Cette même année, il est au siège d'Exeter tenu par les troupes de Baudouin de Reviers. Après la reddition de la garnison, son frère lui confie la garde du château et de la région environnante. 

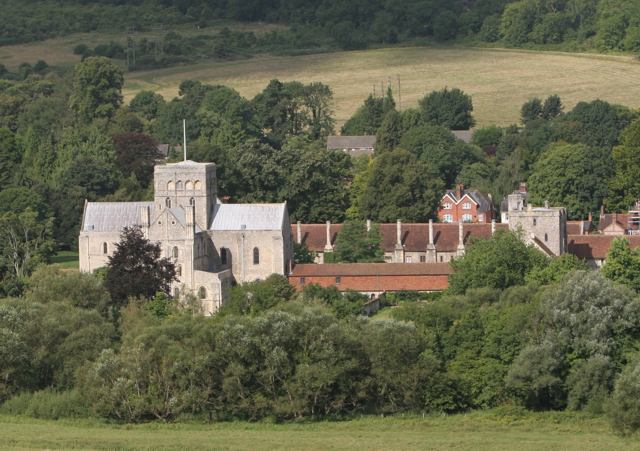
Hôpital de la Sainte-Croix de Winchester fondé par Henri de Blois.

D'après Christopher Tyerman, en étant décisif pour l'obtention du trône pour son frère, il espérait pouvoir peser sur la politique anglaise. Mais Étienne est influencé par la puissante famille de Beaumont. Les frères jumeaux Robert de Beaumont, 2e comte de Leicester, et Galéran IV, comte de Meulan, utilisent leur influence pour faire élire l'abbé Thibaut du Bec à l'archiépiscopat de Cantorbéry en décembre 1138. Henri avait la garde de l'archevêché depuis la mort de Guillaume de Corbeil en août 1136, et espérait bien obtenir le poste pour lui-même. Toutefois, pour Edmund King, il est très probable que la nomination de Thibaut du Bec à l'archevêché fait partie d'un accord passé en Angleterre avec le légat du pape présent à l'élection. En effet, peu après son retour à Rome, le pape Innocent II nomme Henri légat papal de toute l'Angleterre, avec autorité sur l'archevêque.
En juin 1139, Étienne fait arrêter l'évêque Roger de Salisbury, le chancelier du royaume, et ses neveux les évêques d'Ely et de Lincoln. Henri de Blois convoque son frère devant la cour qu'il tient en tant que légat, en août 1139. Le roi est accusé de ne pas avoir tenu sa promesse sur les libertés cléricales et doit répondre de cette accusation. Étienne arrive à écarter les charges qui pèsent sur lui, mais ses arrestations lui ont attiré l'hostilité du clergé. Le seul point positif pour Henri de Blois est que son frère a reconnu l'autorité de sa cour.
En septembre 1139, Mathilde l'Emperesse débarque en Angleterre pour venir y contester le trône à Étienne d'Angleterre, son cousin. Dans la guerre civile qui s'ensuit, Henri poursuit une politique indépendante grâce à sa position très favorable de légat, mais seulement jusqu'en 1143. Il sert d'ailleurs de médiateur entre Robert de Gloucester et son frère pour obtenir un sauf-conduit à l'Emperesse, puis il l'escorte jusqu'à Bristol. Il convainc son frère qu'il est mieux de contenir ses ennemis en un seul endroit du royaume. L'année suivante, il œuvre en vain pour la paix en réunissant les deux partis à Bath à l'été.

### Les événements de 1141
La défaite et la capture d'Étienne à la bataille de Lincoln en février 1141, le contraint à s'entendre avec Mathilde l'Emperesse. Elle reconnaît son autorité sur le clergé anglais, et en retour il la reconnaît comme « Dame des Anglais ». Il la reçoit lors d'une cérémonie dans sa cathédrale où elle est accompagnée par une procession d'évêques et d'abbés. Il se prépare à la couronner à Westminster, mais son refus de faire définitivement la paix avec Étienne d'Angleterre et son fils Eustache pousse Henri de Blois à s'éloigner d'elle. Fin juin 1141, elle est chassée de Londres par ses habitants alors qu'elle attend de se faire couronner. 
Henri change alors de camp. Fin juillet, l'Emperesse prend la décision de marcher sur Winchester pour forcer l'évêque à la couronner. Elle vient l'assiéger dans son château. Une armée menée par l'épouse d'Étienne, Mathilde de Boulogne, vient à son secours et défait les partisans de l'Emperesse. Dans la fuite, le commandant militaire et demi-frère de l'Emperesse, Robert de Gloucester, est capturé. Cela conduit en novembre 1141 à un échange de prisonnier entre les deux camps, que Henri de Blois et Thibaut du Bec sont chargés de négocier.

### Une position précaire (1141-1150)
Les actions d'Henri durant l'année 1141 lui attirent les foudres des deux camps. Les royalistes se sentent trahis par son revirement au profit de l'Emperesse, et le parti angevin de cette dernière lui reproche de l'avoir déserté au moment fatidique. Brian FitzCount lui envoie une lettre en forme de réprimande cinglante sur les vertus de la constance. Selon lui, l'évêque est responsable, par ses actions, du prolongement de la guerre civile. Il le défie d'ailleurs en duel. 
À la mort d'Innocent II le 24 septembre 1143, il perd sa mission de légat. Il essaie alors, sans succès de la faire renouveler ou de faire transformer son évêché en archevêché. Henri use ensuite de son pouvoir pour confirmer Guillaume FitzHerbert, comme archevêque d'York en 1143, mais celui-ci est suspendu puis déposé par Eugène III en 1147,. Il devient de plus en plus contesté, à la curie, et en 1148, il se voit reprocher d'être à l'origine de la tentative de son frère Étienne d'empêcher les évêques anglais de participer au concile de Reims. Il est alors menacé de suspension, et doit aller à Rome s'expliquer devant le nouveau pape, le cistercien Eugène III, ce qu'il fait avec succès. Sur le chemin du retour, il passe quelque temps à Cluny où il avait commencé sa carrière ecclésiastique.

### Sous le règne d'HenriII
Il joue un rôle important dans les négociations du traité de Wallingford, qui établit la paix entre Étienne d'Angleterre et le futur Henri II Plantagenêt. Ce dernier est le fils de Mathilde l'Emperesse, et il a repris la lutte pour le trône à son compte. Étienne meurt en octobre 1154, et Henri de Blois est présent à la cérémonie de couronnement d'Henri II. Henri II, arrivé au pouvoir, met en place la politique annoncée dans le traité. L'évêque de Winchester comprend que son influence en tant que seigneur séculier va être considérablement réduite. En effet, du temps de son frère, il était de facto comte du Hampshire. Les châteaux qu'il avait fortifiés dans ce comté sont confisqués ou détruits,.
Il se retire alors à Cluny pendant au moins deux ans. Quelque temps plus tôt, il avait d'ailleurs offert une somme d'argent à l'abbaye en profitant du passage en Angleterre de son abbé Pierre le Vénérable. C'est l'archevêque de Cantorbéry Thibaut du Bec qui obtient son retour dans le royaume, lui rappelant qu'il manque à ses devoirs. Il est restauré dans la faveur royale en 1158 (suggérant un retour fin 1157 ou début 1158), et se voit confier un rôle de conseiller.
En 1162, il préside à l'élection et l'ordination de Thomas Becket à la fonction d'archevêque de Cantorbéry. Toutefois, il ne joue plus aucun rôle dominant dans l'histoire de l'Angleterre. Pendant l'affaire Becket, Henri sait rester en bons termes avec les deux camps. Au concile de Northampton, il prononce le jugement de confiscation des terres de Becket pour ne pas avoir répondu à une convocation royale. Il semble qu'il ait désapprouvé l'extrémisme de Becket lorsqu'il soutient l'arbitrage papal de 1166-1167, mais il garde contact avec lui lors de son exil, le mettant au courant des affaires politiques du pays. 
Sa santé décline à partir de 1166, et il devient aveugle sur la fin de sa vie. À la veille de sa mort, dans son palais de Wolvesey, Henri de Blois est demeuré provoquant à l'égard d'Henri II, lui reprochant la mort de Becket l'année précédente. Il meurt le 8 ou le 9 août 1171, et est inhumé dans la cathédrale de Winchester. Pratiquement toutes ses richesses sont distribuées à des causes charitables.

### Patronage et gestion

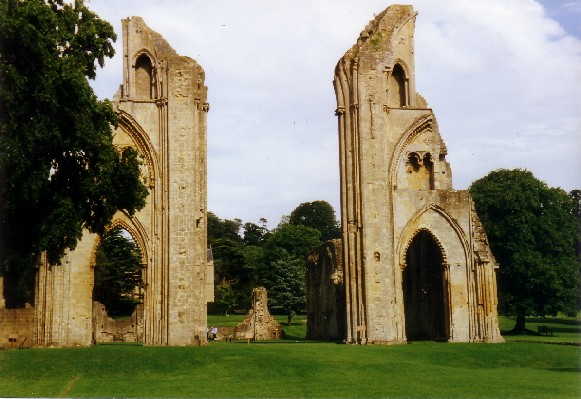
Ruines de l'Abbaye de Glastonbury.

Henri s'est rapidement avéré être un administrateur très énergique. Il dégage de grands bénéfices de gestion de l'abbaye et de l'évêché qu'il dirige. Il utilise ces ressources financières pour mener de grands programmes de construction à Glastonbury et Winchester, et effectue un relevé rigoureux des propriétés foncières et des revenus agricoles. Il dirige la construction de nombreux châteaux : Farnham, Downton, Taunton, Merdon, Wolvesey, Waltham, Winchester. Glastonbury est l'abbaye la plus riche du royaume. Avec les autres possessions de l'évêché de Winchester, cela représente un revenu annuel d'environ 2500 livres sterling dans le Domesday Book (1086). C'est un montant très important, qui est en plus largement sous évalué.
C'est aussi un mécène, qui apprécie les riches ornements architecturaux, tel qu'on peut le voir dans la cathédrale de Winchester. Il est attiré par les statues classiques dont il a acheté une importante collection lors de son passage à Rome. Il est probablement le commanditaire de quelques-uns des manuscrits les plus beaux réalisés par l'école de Winchester dont un psautier. Sa curiosité le pousse à créer une collection d'animaux et d'oiseaux. Il fait aussi réaliser des émaux commémoratifs comportant son portrait. 
Il fonde l'hôpital de la Sainte-Croix de Winchester, le collège de Marwell (au sud de Winchester), et réforme la vieille église collégiale de Christchurch, la transformant en un prieuré augustin vers 1150.

### Portrait
Pour Edmund King, Henri de Blois était un homme de principes simples. Son principe premier était une Église indépendante du pouvoir séculier, avec des moines évêques sous la protection d'un roi pieux. Sur ce point, il était d'accord avec Becket dans la brouille de celui-ci avec Henri II. Il essaya de trouver un compromis entre les deux hommes, mais échoua. Il soutint Becket contre certains des évêques du royaume qui voulaient sa démission. Il tenta aussi de payer les dettes que Becket aurait eu en tant que chancelier, mais Henri II refusa. Il l'aida dans son exil, lui envoyant de l'argent et le tenant informé. Il était un diplomate capable, n'hésitant pas à utiliser sa fortune pour essayer d'arranger les conflits. Pour Christopher Tyerman, il était un homme de grande ambition, un politicien audacieux et un homme d'une grande éloquence. Pour lui, il est difficile de ne pas imaginer que Adèle de Blois ait choisi le mauvais fils pour faire une carrière ecclésiastique tant il est évident qu'Henri aurait fait un bien meilleur monarque que son frère. Pour Jean de Salisbury, un moine chroniqueur contemporain, il était un homme calme et affable, une figure solennelle avec une large barbe. 
Mais d'un autre côté, il avait un train de vie luxueux, et était attiré par les bijoux, les joyaux, les statues et les vêtements. Henri, archidiacre de Huntingdon, le décrit comme « une nouvelle sorte de monstre, composé d'une part pure et d'une part corrompue, je veux dire une part moine et une part chevalier ».

## Sources
- Edmund King, « Blois, Henry de (c.1096–1171) », Oxford Dictionary of National Biography, Oxford University Press, 2004.
- « Henry of Blois », Christopher Tyerman, Who's Who in Early Medieval England, 1066-1272, Shepheard-Walwyn, 1996 (ISBN 0856831328), p. 140-144.